# 阿尔夫伦
阿尔夫伦（德語：Alflen）是德国莱茵兰-普法尔茨州的一个市镇。总面积13.42平方公里，总人口838人，其中男性426人，女性412人（2011年12月31日），人口密度62人/平方公里。